# Bíblia de Jerusalém
A Bíblia de Jerusalém é a edição brasileira (1981, com revisão e atualização na edição de 2002) da edição francesa Bible de Jérusalem, que é assim chamada por ser fruto de estudos feitos pela Escola Bíblica e Arqueológica Francesa de Jerusalém, em francês: École Biblique de Jérusalem.  De acordo com os informativos da Paulus Editora, a edição "revista e ampliada inclui as mais recentes atribuições das ciências bíblicas. A tradução segue rigorosamente os originais, com a vantagem das introduções e notas científicas."
Essas notas diferenciais em relação às outras traduções prestam-se a ajudar o leitor nas referências geográficas, históricas, literárias etc. Suas introduções, notas, referências marginais, mapas e cronologia — traduções de material elaborado pela Escola Bíblica de Jerusalém — fazem dela uma ferramenta útil como livro de consulta, para quem precisa usar passagens bíblicas como referência literária ou de citações.
Normalmente, onde em muitas traduções da Bíblia no Português, o nome de Deus vem como SENHOR ou Senhor no Antigo Testamento, nesta tradução escrito como Iahweh (iavé). Nesse caso se trata do Tetragrama YHWH do nome de Deus. Exemplo: em Gênesis 2,4 nesta tradução podemos ler: "Essa é a história do céu e da terra, quando foram criados. No tempo em que Iahweh Deus fez a terra e o céu...". Esse detalhe se repete em todo o Antigo Testamento desta tradução. Embora ela recomende o uso do nome "Senhor" nas leituras públicas.
Se para os cristãos e parte dos judeus a Bíblia foi escrita por homens sob inspiração divina, para um não cristão, um ateu ou um agnóstico, a Bíblia pode servir como referência literária, já que se trata de um dos mais antigos conjuntos de livros da civilização.
Esta Bíblia tem como base o Texto Eclético. Neste caso usa o Texto Crítico de Nestle-Aland e também variações do Texto Majoritário em todo o Novo Testamento. O Antigo Testamento usa como base o Texto Massorético, variações da Septuaginta e da Vulgata Latina. Devido a esse último detalhe, ela contém os livros Deuterocanônicos e partes adicionais do Livro de Daniel e de Ester.

## Traduções da Escola Bíblica de Jerusalém

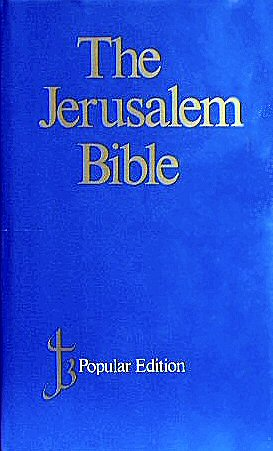
Jerusalem Bible, cuja primeira edição data de 1966, é a versão inglesa também publicada a partir da edição francesa Bible de Jérusalem

A Escola Bíblica de Jerusalém é o mais antigo centro de pesquisa bíblica e arqueológica da Terra Santa. Foi fundada em 1890 pelo Padre Marie-Joseph Lagrange (1855-1938) sobre terras do convento dominicano de St-Étienne à Jérusalem, convento fundado em 1882 sob o nome original de Escola Prática de Estudos Bíblicos, título que sublinhava sua especificidade metodológica.
Quase sessenta anos depois, em 1956,  foi publicada pela primeira vez, em francês, em um só volume, a Bíblia da Escola de Jerusalém, contemplando uma tradução que levava em consideração o progresso das ciências. Para tanto, foram convidados para a  colaboração os mais diversos pesquisadores:  historiadores, arqueólogos, lexicógrafos, linguistas, teólogos, exegetas, cientistas sociais, geógrafos e cartógrafos. Atribui-se que foi a  diversidade de colaboradoras que garantiu traduções acuradas, em temas que cada qual conhecia com profundidade. Mas, em contrapartida, a Bíblia não tinha homogeneidade de texto. Cada qual escrevia no seu estilo.
A próxima etapa, portanto, foi empreender esforços na harmonização do texto, trabalho  terminado quase duas décadas depois, em 1973, quando se publicou uma edição revisada, aí então já sob o título Bible de Jérusalem, cuja primeira edição brasileira chamou-se Bíblia de Jerusalém (1981, Paulus Editora). A revisão francesa, de 1998, acabou gerando a nova edição brasileira (Nova Bíblia de Jerusalém), revista e atualizada, pela mesma Paulus Editora, em 2002. Nesta  tradução dos originais para a língua portuguesa, também colaboraram exegetas católicos e protestantes.

## Contextualização
Os exegetas apontam que o grande diferencial da Bíblia de Jerusalém é que, além da tradução dos originais do hebraico, aramaico e grego, existe a contextualização histórica, dentro do ambiente físico, ambiental e cultural relativo à época em que cada livro foi escrito. Trata-se de uma obra que representara "a união do monumento e do documento", de acordo com Lagrange, criador da Escola Bíblica de Jerusalém, unindo assim "a arqueologia, a crítica histórica e a exegese dos textos".
A Bíblia de Jerusalém é considerada atualmente, pela grande maioria dos linguistas, como uma das melhores bíblias para o estudo, aplicável não apenas ao trabalho de teólogos, religiosos e fiéis, mas também para tradutores, pesquisadores, jornalistas e cientistas sociais, independente de serem católicos, protestantes, ortodoxos ou judeus, ou mesmo de qualquer outra religião ou crença e ateus.